# Trận Ypres lần thứ nhất
Trận Ypres lần thứ nhất, hay còn gọi là trận Flanders, diễn ra tại Ypres, Bỉ giữa đế quốc Đức và liên quân Anh-Pháp từ ngày 19 tháng 10 đến 22 tháng 11 1914. Trận đánh này đã kết thúc Cuộc chạy đua ra biển vào cuối năm 1914. Cuộc tiến công của quân Đức đã gặt hái thành công lớn, hủy diệt hoàn toàn Ypres thành tro bụi, dù vậy họ không thể chiếm được thành phố này. Mặc cho quân Anh giữ được đống đổ nát của thị trấn Ypres, trận này trở thành mồ chôn của lực lượng Viễn chinh Anh cũ. Song, chiến thắng cá nhân này đã làm tăng thêm tiếng tăm của viên Tướng Pháp Ferdinand Foch, người đã quyết tâm phòng vệ không để cho Ypres rơi vào tay quân Đức, cho dầu trận đánh khốc liệt này trở nên một chiến bại thực thụ của phe Đồng minh.
Chính vị tân Tổng Tham mưu trưởng quân Đức là Erich von Falkenhayn đã đẩy những tân binh Đức được tuyển mộ sau trận sông Marne lần thứ nhất vào trận ác chiến này. Trận Ypres lần thứ nhất bùng nổ khi liên quân Anh-Pháp-Bỉ ngăn chặn cuộc tấn công của quân Đức vào các pháo đài của Pháp ở Calais và Dunkerque. Lực lượng viễn chinh Anh dưới sự chỉ huy của thống chế Sir John French gồm 2 sư đoàn được điều đến Bỉ để tiếp viện cho quân Pháp. Quân Anh bắt đầu từ phía đông tại Saint-Omer, gặp và dừng lại đối đầu với quân Đức tại Passchendaele Ridge nằm ở phía đông thị trấn Ypres của Bỉ. Người Bỉ đã mở các cửa cống của sông Yser để nước biển tràn vào các vùng đất thấp chặn đường tiến quân của quân Đức. Thị trấn Ypres nhanh chóng bị các cuộc pháo kích và không kích của cả hai bên phá huỷ nặng nề.
Cuối cùng thì quân Đức đã không phá nổi tuyến quân Đồng Minh. Mặc dầu vậy, quân Anh chỉ còn nắm giữ cái đống đổ nát của thị trấn Ypres. Thành công rất lớn của Quân đội Đức trong trận chiến này thể hiện qua việc họ đã hủy diệt hoàn toàn thị trấn Ypres thành đống tro bụi, và do đó Ypres đã mất hết tất tần tật mọi giá trị chiến lược của nó. Do Quân đội Đức đa phần là những thanh niên tình nguyện, nhiều người còn đang là học sinh, sinh viên nên gặp phải thương vong rất lớn trong trận này. Tổn thấy ấy khiến cho Falkenhayn trở nên thận trọng hơn trong giao chiến. Đối đầu với họ là những người lính Anh có nhiều kinh nghiệm hơn vì đa phần là cựu binh của cuộc chiến tranh Anh-Boer và thậm chí có cả các tiểu đoàn người Ấn Độ lần đầu tiên được sử dụng. Tuy vậy trận đánh này đã kết thúc với thương vong rất lớn của cả hai bên: hơn 100 000 liên quân Anh-Pháp và 130 000 quân Đức. Trong số những tử sĩ đó có nhiều Sĩ quan kỳ cựu của quân Anh. Và, Lực lượng Viễn chinh Anh cũ coi như đã bị tiêu diệt trong trận ác chiến, buộc người Anh phải xây dựng một Lực lượng Viễn chinh mới để mà đưa vào trận tuyến. Sau trận này, mặt trận phía tây chính thức chuyển sang chiến tranh chiến hào với tình trạng bế tắc kéo dài cho cả hai bên tham chiến.
Sau trận đánh này, vua nước Anh là George V đã ban thưởng cho Foch Đại Thập tự giá của dòng Bath. Năm 1917, huân chương ngôi sao Mons đã được trao tặng cho những binh lính Anh đã phục vụ tại Pháp hoặc Bỉ từ lúc bắt đầu thế chiến thứ nhất cho đến khi trận Ypres lần thứ nhất kết thúc. Người còn sống cuối cùng được nhận giải thưởng trên, Alfred Anderson đã mất vào tháng 11 2005.